# کاوشگر جو و محیط غبار ماه
کاوشگر جو و محیط غبار ماه (به انگلیسی: The Lunar Atmosphere and Dust Environment Explorer) یا لدی (LADEE) نام یک مأموریت اکتشاف فضایی است که برای سال ۲۰۱۱ برنامه‌ریزی شده بود.
سازمان ناسا برای انجام این مأموریت، یک فضاپیمایی روباتیک را به مدار کره ماه می‌فرستد. ابزارهای این فضاپیما، از آن مدار، به بررسی جو و گرد و غبار نزدیک به کره ماه می‌پردازند.
ابزارهای به‌کاررفته عبارتند از یک گَردشمار، یک طیف‌سنج جرم خنثی، و یک پایانهٔ ارتباطی لیزری (لیزرکام).
وجود برنامهٔ لدی به هنگام ارائهٔ بودجه‌بندی اف‌وای۰۹ (FY09) ناسا در سال ۲۰۰۸ اعلام شد. فضاپیمای لدی سوار بر یک موشک میناتور پنج و از بندر فضایی منطقه‌ای میان‌اطلسی در ویرجینیای آمریکا به فضا پرتاب خواهد شد.

## نگارخانه

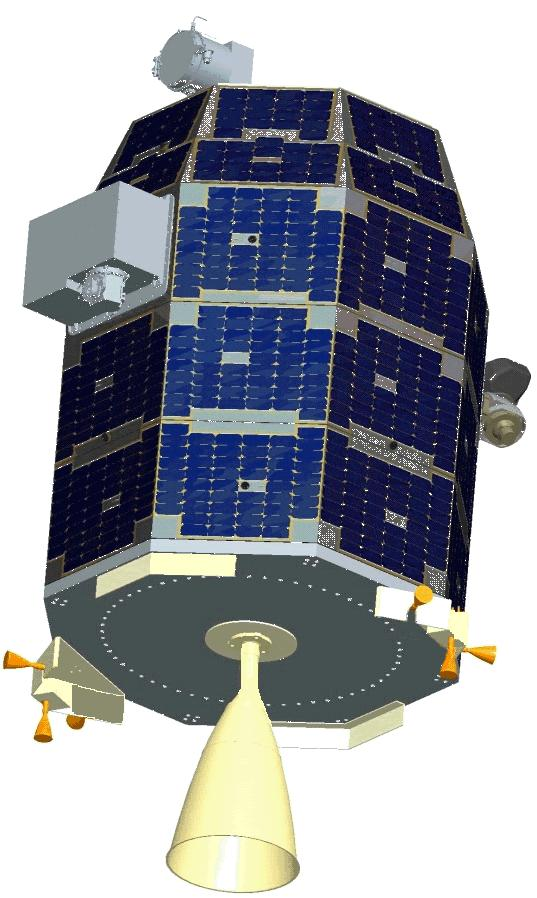

## اهداف
۱- تعیین چگالی کره‌ای، ترکیب، و تغییرات زمانی جو ظریف ماه پیش از آن که فعالیت‌های بیشتر بشری در آن آغاز شود.
۲- تعیین این‌که آیا مشاهدات فضانوردان آپولو، درخشش Na بوده‌است یا گرد و غبار.
۳- تعیین تأثیر غبار محیط و بسامد غبارگیری به عنوان راهنمایی برای مهندسان طراحی شهرک‌ها و مأموریت‌های رباتیک آینده.